# JOJO magazine
『JOJO magazine』（ジョジョマガジン）は、集英社が発行するムック。不定期で刊行され、荒木飛呂彦による漫画『ジョジョの奇妙な冒険』シリーズを専門に取り扱う。

## 概要
2021年12月27日、2022年に誕生35周年を迎える『ジョジョの奇妙な冒険』シリーズを記念して、一冊全てが当作品で構成された『JOJO magazine』の刊行が発表された。
表紙はいずれも荒木飛呂彦による描き下ろしイラストとなっており、対談企画やインタビュー、新作読み切り・スピンオフ小説などを中心として構成される。サイズはB5判。

### 掲載された作品
- 『岸辺露伴は動かない　エピソード#10 ホットサマー・マーサ』
  - 荒木飛呂彦による『岸辺露伴は動かない』シリーズ新作読み切り。『JOJO magazine 2022 SPRING』収録。未単行本化。
- 『無限の王 rey infinito』
  - 真藤順丈によるスピンオフ小説。Part2に登場するリサリサを主人公として、Part3との間の物語を描く。『JOJO magazine 2022 SPRING』から『JOJO magazine 2023 WINTER』まで3回にわたって掲載された。2024年4月19日に『ジョジョの奇妙な冒険 無限の王』のタイトルで発売[2]。
- 『野良犬イギー』
  - 乙一によるスピンオフ小説。『JOJO magazine 2022 SPRING』収録。Part3に登場するイギーとアブドゥルの出会いを描く。2022年5月19日発売[3]。
- 『ギャング側の証人』
  - 安藤敬而によるスピンオフ小説。『JOJO magazine 2022 WINTER』収録。Parte5に登場するスクアーロとティッツァーノの物語を描く。未発売。
- 『親の心子知らずの巻』
  - 北國ばらっどによるスピンオフ小説。『JOJO magazine 2023 WINTER』収録。Parte5に登場するメローネとギアッチョの物語を描く。未発売。
- 『魔老紳士ビーティー 「婆シニアによろしく」事件』
  - 原作：西尾維新/作画：出水ぽすかによる『魔少年ビーティー』を原作としたスピンオフ漫画。『JOJO magazine 2023 WINTER』収録。未単行本化。
- 『間田敏和の微妙な冒険』
  - うすた京介によるスピンオフ漫画。『JOJO magazine 2024 WINTER』収録。Part4に登場する間田敏和の物語を描く。未単行本化。
- 『魔好青年ビーティー「武装スモーカー」事件』
  - 原作：西尾維新/作画：出水ぽすかによる『魔少年ビーティー』を原作としたスピンオフ漫画。『JOJO magazine 2024 WINTER』収録。未単行本化。
- 『オレ自慢の針と糸』
  - 尾北圭人によるスピンオフ小説。『JOJO magazine 2024 WINTER』収録。Parte5に登場するプロシュートとペッシの物語を描く。未発売。

## 既刊
| 書名                      | 発売日         | ISBN              |
| ------------------------- | -------------- | ----------------- |
| JOJO magazine 2022 SPRING | 2022年3月19日  | 978-4-08-102408-7 |
| JOJO magazine 2022 WINTER | 2022年12月19日 | 978-4-08-102415-5 |
| JOJO magazine 2023 WINTER | 2023年12月19日 | 978-4-08-102419-3 |
| JOJO magazine 2024 WINTER | 2024年12月19日 | 978-4-08-102425-4 |